# Portraits de France
Portraits de France est une liste de noms de 318 personnalités françaises disparues, issues des Outre-Mer, des anciennes colonies ou de l’immigration, élaborée par un conseil scientifique en vue d’aider notamment les maires à diversifier les noms des rues ou des bâtiments publics en France.

## Présentation
Le projet de création de cette liste a été annoncé par le président de la République Emmanuel Macron au cours d'une interview donnée au média en ligne Brut le 4 décembre 2020. La mission d'élaboration, pilotée et financée par Nadia Hai, ministre chargée de la Ville, a été confiée à un comité scientifique d’une vingtaine de personnes présidé par Pascal Blanchard, historien spécialiste du « fait colonial » et des immigrations, et coordonné par Yvan Gastaut, historien spécialiste de l'immigration en France. À leur côté, on compte :
- Salah Amokrane, directeur de l'association Tactikollectif[5],
- Nicolas Bancel, historien,
- Rachid Benzine, islamologue,
- Samia Berkaoui-Chabani, déléguée générale de l'association Ancrages[6],
- David Diop, écrivain,
- Isabelle Giordano, journaliste,
- Sébastien Gokalp, directeur du Musée national de l'histoire de l'immigration,
- Nadia Hathroubi-Safsaf, rédactrice en chef du Courrier de l'Atlas[7],
- Laëtitia Hélouet, présidente du Club XXIe siècle,
- Naïma Huber-Yahi, historienne,
- Rachel Khan,
- Pascal Ory, historien, co-auteur du Dictionnaire des étrangers qui ont fait la France,
- André Rakoto,
- Aïssata Seck, responsable associative,
- Leïla Slimani, écrivaine,
- Catherine Wihtol de Wenden, historienne spécialiste des migrations,
- France Zobda, actrice et productrice.

La liste comporte 318 noms, dont chacun est assorti d'une fiche biographique. Elle a été remise le 12 mars 2021 à Jacqueline Gourault, ministre de la Cohésion des territoires et des Relations avec les collectivités territoriales et à Nadia Hai, ministre chargée de la Ville, pour diffusion aux élus territoriaux.
Ultérieurement, La Gazette des communes, par la voix de Pascal Blanchard, indique qu'un site Internet va être créé pour permettre des recherches croisées.

## Analyses, commentaires et évènements
Invité le 14 mars 2021 dans l'émission Le Six neuf du week-end sur France Inter, Pascal Blanchard, questionné sur la faible proportion de femmes dans la liste (21 %), répond que les archives anciennes en comportent peu, et que ce n'est qu'à partir des XXe et XXIe siècles qu'elles y sont en proportion significative. Il ajoute que cette liste, établie relativement rapidement, devra être complétée.
Le 15 mars 2021, sur Arab News en français, Louis-Georges Tin, militant du Conseil représentatif des associations noires de France, déclare qu'« il n'y a vraiment pas beaucoup de Noirs et d'Arabes sur la liste ».
Le 17 mars 2021, cette initiative est accueillie favorablement par le journal L'Humanité.
Le 31 mars 2021 L'Obs publie une tribune du Club XXIe siècle, association qui se donne pour mission de « promouvoir une vision positive de la diversité », signée notamment par Lilian Thuram, Aïssa Maïga,Leila Ghandi, Meka Brunel, Hakim El Karoui, Mercedes Erra, Mémona Hintermann-Afféjee, Olivier Laouchez et Antoine Sire. Ils estiment que Portraits de France « est un projet majeur pour notre pays » et qu'ils entendent « contribuer activement à cette démarche ».
Le 23 avril 2021, sur le journal en ligne Musulmans en France on peut lire : « À lire les noms qui figurent dans cette […] biographie de 318 personnalités issues des Outre-Mer, des anciennes colonies ou de l’immigration, on mesure à quel point […] c’est la diversité qui a fait la grandeur de la France ».
Au cours de l'été 2021, L'Humanité publie une série d'articles intitulée Ces invisibles qui font l’histoire de France, dont « Les figures [...] ont été choisies à partir du recueil Portraits de France ».
En août 2021, l'hebdomadaire Jeune Afrique publie un article sur l'entrée prochaine de Joséphine Baker au Panthéon, écrit par Pascal Blanchard, qui souligne qu'elle figure dans le recueil Portraits de France remis à Emmanuel Macron au début de 2021, et qui annonce une exposition au musée de l'Homme à la fin de l'année sous cette même appellation.
À l'occasion des Journées du patrimoine, le 19 septembre 2021, place de la République à Paris, une statue nommée le « Panthéon des oubliés », est dévoilée par un collectif d'associations porté par SOS Racisme. Elle rend hommage à des personnalités historiques issues de la diversité, mais pour la plupart, méconnues, dont un grand nombre de noms sont issus de la liste Portraits de France.
La ville de Marseille organise du 16 novembre 2021 au 29 janvier 2022, à la bibliothèque de l’Alcazar, une exposition consacrée à René Maran, prix Goncourt 1921, « premier écrivain français noir à recevoir ce prix littéraire prestigieux […]. René Maran fait partie de la liste des 318 héros issus de la diversité retenus dans le cadre de Portraits de France 2021 ».
Du 1er décembre 2021 au 17 janvier 2022 le musée de l'Homme à Paris propose l'exposition « Portraits de France – Une autre histoire de France », qui relate les itinéraires de vie « de 29 femmes et de 29 hommes qui ont participé à notre récit national [et qui] incarnent la diversité française […] sur les 230 dernières années […]. Ces 58 personnalités ont été retenues parmi les 318 noms proposés par le recueil Portraits de France »,, :
1. Jean-Baptiste Belley
2. Thomas Alexandre Dumas
3. Toussaint Louverture
4. Sanité Belair
5. Roustam Raza
6. Severiano de Heredia
7. Isabelle Eberhardt
8. Pauline Viardot
9. Thérèse Amiati
10. Émile Zola
11. Marie Curie
12. Chocolat
13. Isadora Duncan
14. Olga Preobrajenska
15. Đỗ Hữu Vị
16. Camille Mortenol
17. Khaled el-Hassani ben el-Hachemi
18. Loïe Fuller
19. Joséphine Baker
20. Raphaël Élizé
21. Boughéra El Ouafi
22. Jeanne Nardal
23. Battling Siki
24. Paulette Nardal
25. Pablo Picasso
26. Raoul Diagne
27. Vítězslava Kaprálová
28. Germaine Krull
29. Nina Ricci
30. Missak Manouchian
31. Alfred Nakache
32. Addi Bâ
33. Dora Schaul
34. Anna Marly
35. Gaston Monnerville
36. Lino Ventura
37. Darling Légitimus
38. Elsa Triolet
39. Jenny Alpha
40. Gisèle Halimi
41. Slimane Azem
42. Romain Gary
43. Françoise Mallet-Joris
44. Charles Aznavour
45. Dalida
46. Françoise Giroud
47. Ouarda
48. Marianne Grunberg-Manago
49. Jean-Marie Tjibaou
50. Henri Salvador
51. Cheikha Remitti
52. Aimé Césaire
53. Solange Faladé
54. Gisèle Freund
55. Georges Wolinski
56. Rachid Taha
57. Assia Djebar
58. Christophe Barek-Deligny

Puis l'exposition devient itinérante, avec une première étape à partir du 14 mars 2022 à Reims, suivie d'une deuxième à l'Espace 93 à Clichy-sous-Bois (Seine-Saint-Denis) du 12 avril au 20 mai 2022. En août 2022 elle est à Chalon-sur-Saône, puis en septembre à Thionville.
En 2022, la presse et le Web font état d'exemples de mises en application de cette liste,,.
Depuis novembre 2021, Portraits de France « est aussi, désormais, un programme de l’Éducation nationale et une journée spécifique chaque 4 avril pour les élèves ». Un outil pédagogique est mis à la disposition des enseignants, et « quelques projets remarquables construits par des élèves [...]  seront présentés au Panthéon le 4 avril 2022 »,.